# Matysiakowie
Matysiakowie – cykliczne słuchowisko radiowe, serial radiowy, emitowany w soboty o godzinie 13.15 na antenie Programu I Polskiego Radia.

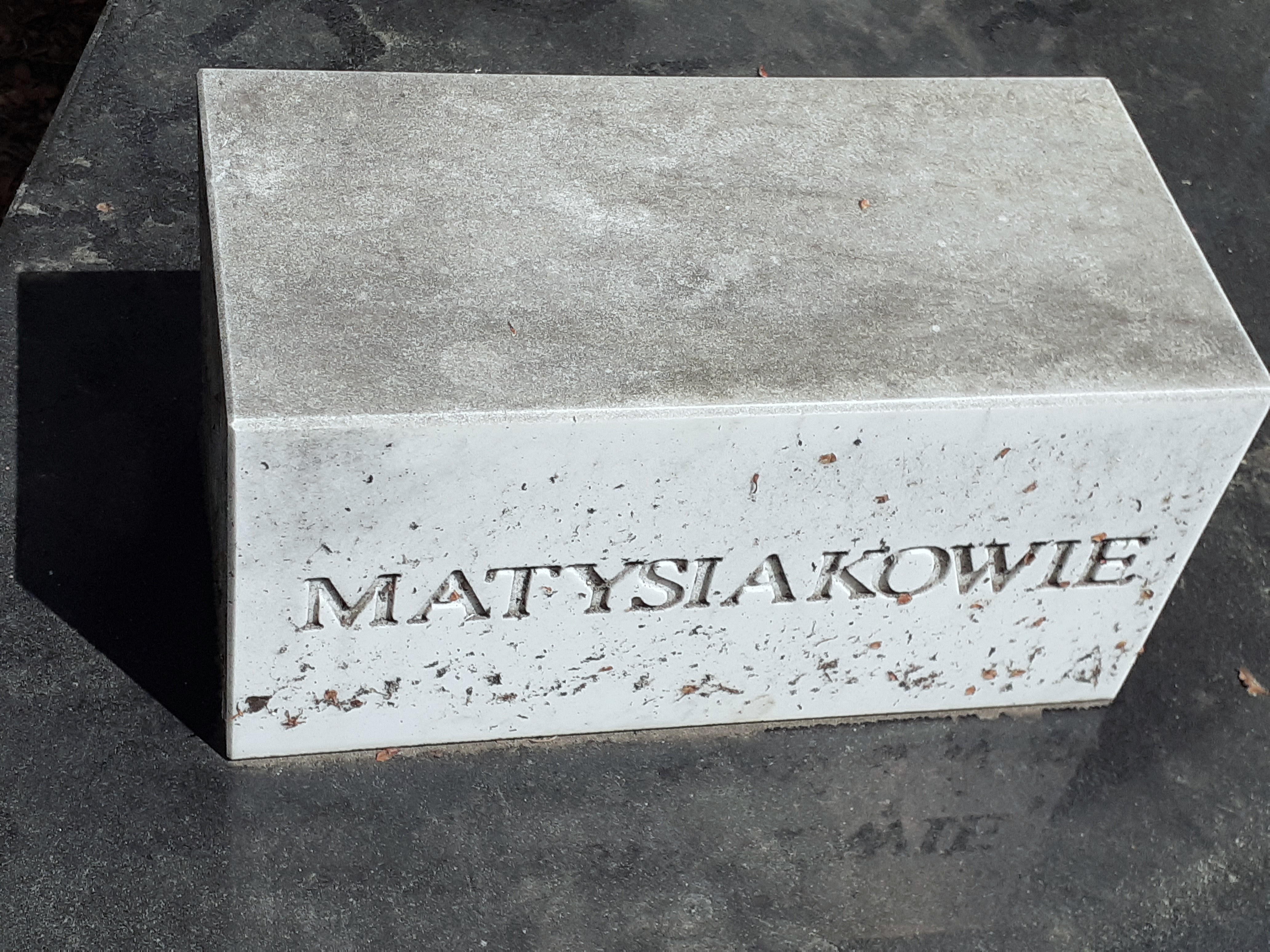
Upamiętnienie słuchowiska na nagrobku Jerzego Janickiego na Cmentarzu Wojskowym na Powązkach w Warszawie

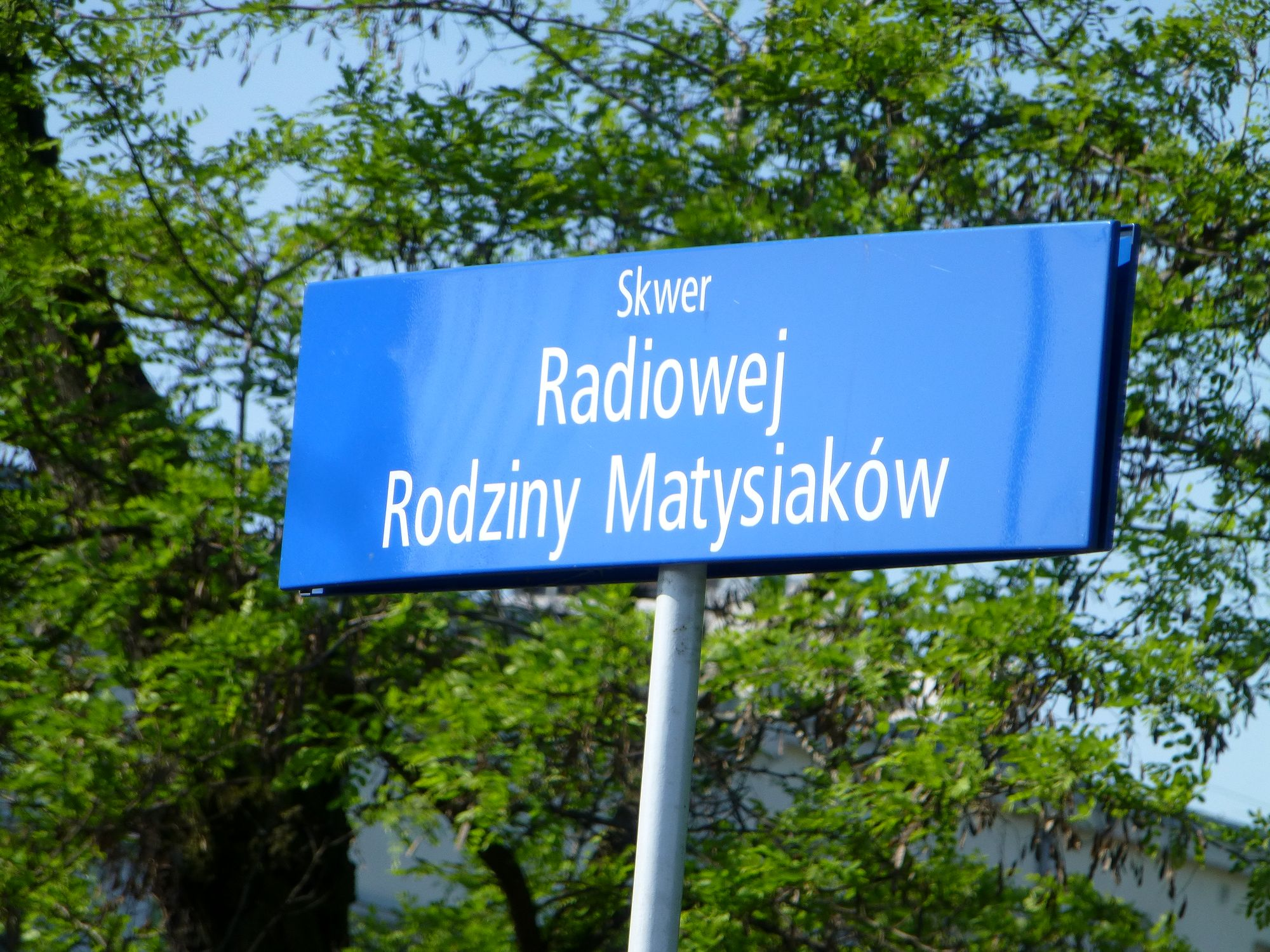
Skwer radiowej Rodziny Matysiaków, Warszawa Powiśle

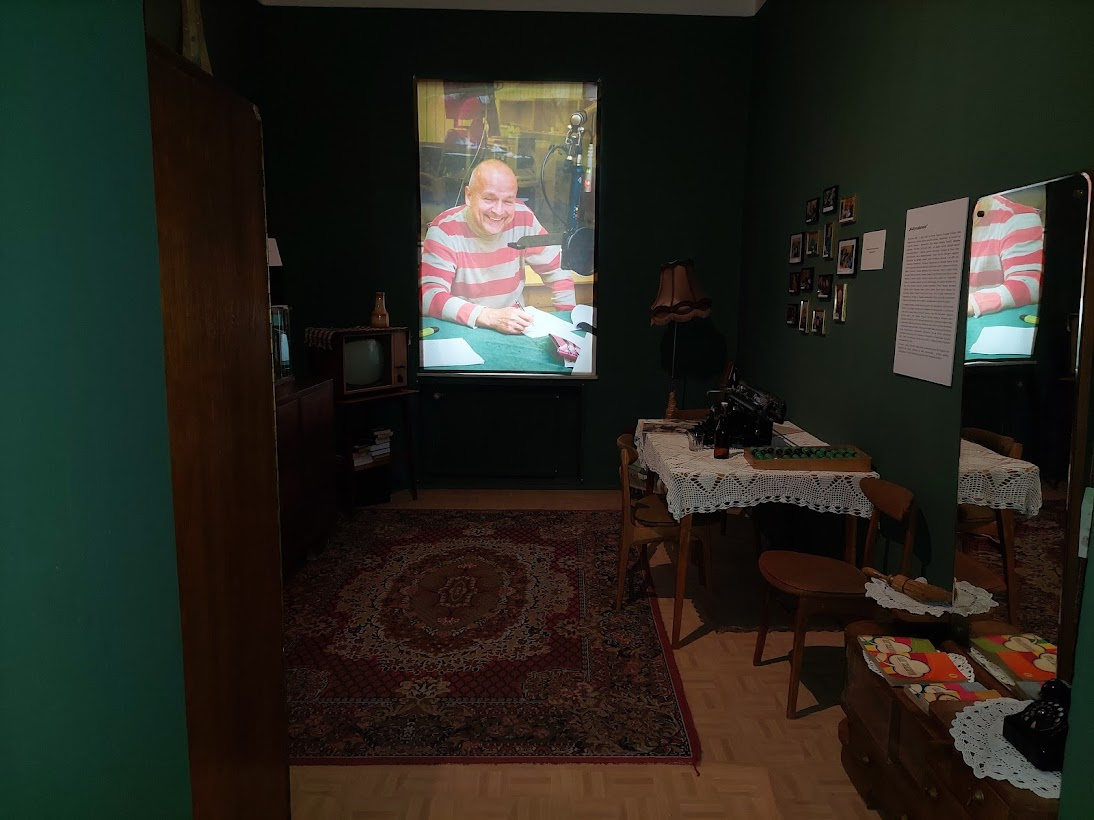
Wystawa w Muzeum Teatru Polskiego Radia poświęcona słuchowisku, mieszcząca się w pokoju wystylizowanym na koniec lat 60. XX wieku

## Historia
Pomysłodawcami słuchowiska byli Stanisław Stampf’l, Jerzy Janicki, Stanisław Ziembicki, Władysław Żesławski.
Półgodzinne słuchowisko zostało zapoczątkowane w sobotę 15 grudnia 1956 na antenie Programu II o godzinie 20:35, (Zwiastun czy premierowy odcinek nadano około południa, a dopiero kontynuacja była wieczorem) jest to najstarsze i najdłużej kontynuowane słuchowisko w Polsce, które w początkowych latach emisji  słuchało 12 milionów osób. W XXI w. Matysiakowie nadawani są w soboty o 13:10, w 25-minutowych odcinkach (w 2023 jest to godzina 13.15).
Postanowieniem prezydenta RP Aleksandra Kwaśniewskiego z 10 grudnia 2001 grupa osób została odznaczona krzyżami Orderu Odrodzenia Polski oraz Krzyżami Zasługi za osiągnięcia w twórczości radiowej, a szczególnie przy realizacji powieści „Matysiakowie”. 18 grudnia 2011, Zarząd Polskiego Radia przyznał zespołowi autorów i realizatorów tej powieści – Dżennet Połtorzyckiej-Stampf’l, Januszowi Adamowi Dziewiątkowskiemu, Stanisławie Grotowskiej, Waldemarowi Modestowiczowi, Ewie Szałkowskiej i Marii Chludzińskiej – nagrodę Honorowy Złoty Mikrofon za „wybitne osiągnięcia artystyczne, wieloletni żywy kontakt ze słuchaczami, za inicjatywy uruchamiające ogromną aktywność społeczną”.
23 sierpnia 2014 roku został wyemitowany 3000. odcinek tego serialu.
W krótkim czasie po emisji radiowej odcinki udostępniane są na internetowej stronie słuchowiska. Archiwalne słuchowiska są dostępne jako streszczenia od odcinka 2379 (z 7 września 2002), oraz jako streszczenia i nagrania od odcinka 2603 (z 6 stycznia 2007). Witryna WWW słuchowiska podaje także drzewo genealogiczne głównych bohaterów oraz opisy/życiorysy postaci (i grających je obecnie aktorek i aktorów).
W 2024 roku zostało wyemitowanych 3500 odcinków słuchowiska.

## Opis
Powieść jest tworzona w konwencji nieruchomego mikrofonu umieszczonego na stałe w mieszkaniu fikcyjnej tytułowej rodziny przy ul. Dobrej 21 na warszawskim Powiślu. Jej twórcą i głównym scenarzystą był zmarły w 2007 roku Jerzy Janicki, tam właśnie mieszkający. Na antenie nie podaje się nazwisk twórców i aktorów. Stałe role są zazwyczaj grane przez aktorów aż do ich śmierci (chyba że znikają z innych powodów, na przykład kiedyś politycznych) i dużo rzadziej kontynuowane przez aktorów o podobnym tembrze głosu.
Mikrofon nie jest jednakże ukryty. Jak w reportażu, postacie zdają sobie sprawę z tego, że są nagrywane, a nawet zapraszają do wysłuchania odcinka i czasami o tym wspominają w trakcie programu. Niekiedy w audycji pojawiały się osoby niebędące aktorami, grając samych siebie (np. Zofia Wóycicka z Towarzystwa Przyjaciół Powiśla)
W czasach przed wolnymi sobotami powieść była wieczorna, emitowana o 19:30 w Programie I i powtarzana w niedzielę o tej samej godzinie w Programie II. W latach 90. XX w. program przesunięto na 18:05. Z początkiem XXI wieku była emitowana o 14:30, następnie zaczynała się już o 13:05 i została skrócona z 30 do 25 minut. Od 2008 audycja zaczynała się w soboty o 17:05. Z początkowych milionów słuchaczy pozostało kilkaset tysięcy. W 2007 po śmierci Jerzego Janickiego, twórcy powieści, rozważano nawet zakończenie emisji audycji.
Serial nie jest operą mydlaną w ścisłym znaczeniu tego terminu. Jest emitowany tylko w tempie jednego odcinka na tydzień. Nie prowadził promocji produktów i nigdy nie był wypełniaczem między reklamami. Przez ogromną większość lat swojego istnienia był emisją wieczorną, w najlepszym czasie antenowym, a nie popołudniową. Sentymentalne dzieje postaci grają rolę drugorzędną – początkowo Jerzy Janicki nawet często mylił się w sprawach personalnych, wprowadzając niekonsekwencje do następnych odcinków, lecz wobec protestów uważnych i biorących losy postaci bardzo dosłownie słuchaczy, stworzona została wewnętrzna „biblia” opisująca każdą z nich. Postacie nie starają się zaimponować słuchaczom swoim statusem społecznym czy majątkowym – rodzina była robotnicza. Scenariusze, pisane w ciągu tygodnia poprzedzającego czwartkowe albo piątkowe nagranie, są publicystycznie związane z życiem i bieżącymi wydarzeniami w kraju, a niekiedy i w dzielnicy; niegdysiejsza wieczorna godzina nadawania była nawet porą Dziennika Telewizyjnego. Często jedna z postaci wyjaśniając coś innej, zdaje się tak naprawdę dawać rady słuchaczom albo ich przestrzegać, np. przed kredytami w systemie argentyńskim. Brak odzwierciedlenia powodzi z 1997 wynikł z tego, że wystąpiła ona w okresie wakacyjnym, kiedy kilka odcinków nagrywa się z wyprzedzeniem aby pozwolić głównym aktorom wyjechać na urlopy.
Matysiakowie otrzymali prawie 3 miliony listów i mnóstwo prezentów, w tym sprzętu AGD, które są rozdawane, np. do domów dziecka i organizacji dobroczynnych.
Imieniem Matysiaków został nazwany istniejący od 1966 Dom pomocy społecznej (dom rencisty) przy ul. Arabskiej 3 na Saskiej Kępie, a także popularny w czasach PRL bar mleczny przy ul. Świętokrzyskiej w Warszawie. Imieniem Radiowej Rodziny Matysiaków nazwano także skwer u zbiegu ul. Dobrej i ul. Bednarskiej, położony na warszawskim Powiślu.
Dokładny adres mieszkania Matysiaków to ul. Dobra 21 m. 6, 00-384 Warszawa. Nie istnieje on jednak w rzeczywistości: na ulicy Dobrej brak jest numerów nieparzystych 21, 23 i 25, a w miejscu, gdzie mogłyby się one znajdować, jest skrzyżowanie z ulicą Tamka.
Wydawnictwa RiTV wydały w okresie 1973–1976 cztery tomy powieści.

## Ekipa
- Scenariusze: kiedyś: Jerzy Janicki (1956-2007), Stanisław Stampf’l (zmarł), Stanisław Ziembicki[11] (zmarł), Władysław Żesławski (kiedyś), Dżennet Połtorzycka-Stampf’l (od 1960 do 2015 r.; wdowa po Stanisławie Stampf’lu), Janusz Adam Dziewiątkowski (2007-2018), Hanna Bielawska Adamik (2013-2016 r.), Małgorzata Karolina Piekarska (2018 – 2019 r.); obecnie: Adam Bauman (od 2015 r.) i Ireneusz Wróbel (od 2016 r.), Marta Rebzda (od 2021 r.)
- Reżyseria: Zdzisław Nardelli (1956-1978 r.), Stanisława Grotowska (1978-2009), Waldemar Modestowicz (od 2009)[12]
- Realizacja akustyczna: Stanisława Grotowska (1956 – 1978 r.), Alina Langiewicz, Ewa Szałkowska, Paweł Szaliński i Maciej Kubera (obecnie)
- Inspicjentka: Zofia Bajda-Szymańska (zmarła), Maria Chludzińska (zmarła), Teresa Skoczylas (obecnie)

## Obsada
Losy rodziny Matysiaków przez cały okres nadawania audycji odtwarzało ponad 250 osób.

### Kiedyś
- Krzysztof Banaszyk (ur. 1970, zm. 2024) – Piotr Matysiak, syn Gienka Matysiaka z Elżbietą, urodzony w odcinku z 26.08.1972, mąż Lusi Matysiak; wcześniej w tej roli Jacek Rozenek, obecnie (2023) Michał Sitarski
- Robert Jarociński – Piotr Matysiak, syn Gienka Matysiaka z Elżbietą, urodzony w odcinku z 26.08.1972, mąż Lusi Matysiak;
- Ryszard Barycz (ur. 1924, zm. 2010) – Antoni Borkiewicz; przejął rolę po Czesławie Wołłejko
- Andrzej Blumenfeld (ur. 1951, zm. 2017) od listopada 2009[13] – Eugeniusz „Gienek” Matysiak
- Jerzy Bończak (ur. 1949), do 1981 Stefan Friedmann – Eugeniusz „Gienek” Matysiak[13]
- Tadeusz Borowski (ur. 1941, zm. 2022) – Stanisław „Stach” Matysiak; przejął rolę po Januszu Bukowskim
- Henryk Boukołowski (ur. 1937, zm. 2020) – Feliks Grabowski, zegarmistrz, lokator od odcinka z 14.12.1963, jego żona umiera w odcinku z 01.11.1980
- Janusz Bukowski (ur. 1941, zm. 2005) – Stanisław „Stach” Matysiak; przejął rolę po Tadeuszu Janczarze; rola przejęta przez Tadeusza Borowskiego
- Krystyna Ciechomska (ur. 1921, zm. 2012) – Aniela Grzelakowa, „nieco zgorzkniała”; rolę przejęła po Barbarze Drapińskiej, swej siostrze-bliźniaczce
- Jolanta Wołłejko (ur. 1942) – Ola Szymkowska (od 2005 r.)
- Jan Ciecierski (ur. 1899, zm. 1987) – Józef Matysiak, mąż Heleny, robotnik wykwalifikowany; w odcinku z 28.01.1978 obwieszczono, że przechodzi na emeryturę od 01.02.1978; zmarł w odcinku z 21.02.1987
- Barbara Drapińska (ur. 1921, zm. 2000) – Aniela Grzelakowa; rola przejęta przez jej siostrę-bliźniaczkę Krystynę Ciechomską
- Wiesław Drzewicz (ur. 1927, zm. 1996) – Krzysztoń, dozorca domu na Dobrej
- Andrzej Fedorowicz (ur. 1942) – Eugeniusz „Gienek” Matysiak[13]
- Tadeusz Fijewski (ur. 1911, zm. 1978) – Wojciech Grzelak, przyjaciel i kolega Józefa z fabryki, umarł w odcinku z 18.11.1978
- Stefan Friedmann (ur. 1941, odtwarzana postać ur. 1944) – do bojkotu w okresie stanu wojennego; Eugeniusz „Gienek” Matysiak, syn Helenki i Józefa, początkowo nastolatek; ojciec Justyny (z Dorotą) i Piotra (z Elżbietą); rola przejęta przez Jerzego Bończaka (Gienek powrócił z Niemiec w odcinku z 28.03.1987)
- Andrzej Gawroński (ur. 1935, zm. 2020) – Stanisław „Stach” Matysiak
- Tadeusz Grabowski (ur. 1924, zm. 2012) – Zygmunt Kotlarz; wcześniej w tej roli Jerzy Tkaczyk
- Tadeusz Janczar (ur. 1926, zm. 1997) – Stanisław „Stach” Matysiak, syn Helenki i Józefa, mąż Wisi od 1959, muzyk, ojciec Kasi (Piekarskiej); rola przejęta przez Janusza Bukowskiego
- Stanisław Jaworski (ur. 1895, zm. 1970) – Klemens Kolasiński, zmarł w odcinku z 31.10.1970
- Emilian Kamiński (ur. 1952, zm. 2022) – Stefan Rączka, brat Haliny i szwagier Iwony Rączkowej
- Aleksandra Karzyńska (ur. 1927, zm. 2021) – Danka Grzelakowa, córka Helenki i Józefa, 1. mąż Bronek Grzelak, drugi mąż Lucjan Będkowski
- Barbara Klimkiewicz (ur. 1936, zm. 2010) – Sokorska – do bojkotu w okresie stanu wojennego; Elżbieta Matysiakowa, pierwsza żona Gienka Matysiaka, poznana w odcinku z 23.02.1963, ślub w odcinku z 27.12.1969, matka Piotra, razem z Gienkiem w stanie wojennym wyjechała do Chociebuża (NRD); aktorka rzeczywiście wyjechała do Niemiec
- Rafał Kobyliński (ur. 1970, syn Barbary Klimkiewicz) – do bojkotu w okresie stanu wojennego; Piotr Matysiak, syn Gienka Matysiaka i Elżbiety;
- Krystyna Królówna (ur. 1939, zm. 2022) – Monika Biegłowska
- Łukasz Lewandowski (ur. 1974) – Adam Grzelak (ur. 1989), syn Ali i Józia Grzelaków, brat Marty; rola przejęta przez Grzegorza Drojewskiego
- Ludmiła Łączyńska (ur. 1923, zm. 2019) – Jadwiga „Wisia” Matysiakowa, żona Stacha od 1959, matka Kasi Piekarskiej; najczęstsza postać i „fundament” słuchowiska
- Sławomira Łozińska (ur. 1953) – Dorota Matysiakowa, druga żona Gienka Matysiaka (ślub 22.04.1990 obwieszczony w odcinku z 21.04.1990), matka Justyny; zrezygnowała po kilkunastu latach; rola przejęta przez Ewę Kanię w 2001
- Wanda Łuczycka (ur. 1907, zm. 1996) – Stefania Frączakowa
- Kazimierz Mazur (ur. 1948, zm. 2022) – Mietek Piekarski
- Melania Migalska – Krysia Piekarska (ur. 1994), córka Tomasza i Kasi, nastolatka; rolę przejęła w 2011 roku Aleksandra Kowalicka
- Zuzanna Migalska – Justyna Matysiak, córka Doroty i Gienka; rolę obsadza od 2014 Aleksandra Radwan
- Józef Nowak (ur. 1925, zm. 1984) – Bronek Grzelak, 1. mąż Danki, przybrany ojciec Józia, zmarł w odcinku z 04.02.1984
- Stanisława Perzanowska (ur. 1898, zm. 1982) – Helena Matysiakowa, żona Józefa, ślub w 1931 (złote wesele w odcinku z 18.04.1981), gospodyni domowa, matka Stacha, Gienka i Danki, zmarła w odcinku z 29.05.1982
- Lech Ordon (ur. 1928, zm. 2017) – mecenas Heliodor Breit
- Tadeusz Pluciński (ur. 1926, zm. 2019) od lipca 2009 – Stanisław „Stach” Matysiak
- Eugeniusz Robaczewski (ur. 1931, zm. 2003) – Lucjan Będkowski, 2. mąż Danki Matysiak, zmarł w odcinku z 06.12.2003
- Jacek Rozenek (ur. 1969) – Piotr Matysiak, syn Gienka Matysiaka z Elżbietą, urodzony w odcinku z 26.08.1972, mąż Lusi Matysiak; kolejno w tej roli Krzysztof Banaszyk
- Przemysław Stippa (ur. 1981) – Jacek Borkiewicz
- Janina Seredyńska (ur. 1917, zm. 1990) – Zosia Matysiak, krewna z wsi, uczennica szkoły krawieckiej, późniejsza żona Antka Borkiewicza (od odcinka z 25.10.1975), matka Magdy i Jacka, zmarła w odcinku z 26.01.1991
- Witold Skaruch (ur. 1930, zm. 2010) – Wuj Kostek, wuj Lusi, żony Piotrka.
- Jarema Stępowski (ur. 1925, zm. 2001) – sąsiad Kalbarczyk, zmarł w odcinku z 27.01.2001
- Jerzy Tkaczyk (ur. 1923, zm. 2006) – Zygmunt Kotlarz
- Czesław Wołłejko (ur. 1916, zm. 1987) – Antoni Borkiewicz; mąż Zosi Matysiak od odcinka z 25.10.1975, ojciec Magdy i Jacka; „ciamajdowaty skąpiec”; rola przejęta przez Ryszarda Barycza
- Janusz Zakrzeński (ur. 1936, zm. 2010) – Leon Szybiński

Pozostałe role w przeszłości odgrywali m.in. Hanka Bielicka (ur. 1915, zm. 2006), Maciej Damięcki (ur. 1944, zm. 2023), Jan Englert (ur. 1943), Krzysztof Kołbasiuk (ur. 1952, zm. 2006), Tomasz Knapik (ur. 1943, zm. 2021), Tadeusz Łomnicki (ur. 1927, zm. 1992), Zofia Merle (ur. 1938, zm. 2023), Bronisław Pawlik (ur. 1926, zm. 2002), Tadeusz Ross (ur. 1938, zm. 2021), Karol Strasburger (ur. 1947), Roman Wilhelmi (ur. 1936, zm. 1991) i Zbigniew Zapasiewicz (ur. 1934, zm. 2009).

### Obecnie
- Leon Charewicz – (od 2017 r.) Eugeniusz „Gienek” Matysiak
- Ewa Kania – Dorota Matysiakowa, druga żona Gienka Matysiaka, matka Justyny; przejęła rolę po Sławomirze Łozińskiej w 2001
- Tomasz Marzecki (ur. 1949) – Tomasz Piekarski, mąż Kasi, ojciec Małgosi i Krysi
- Agnieszka Migalska[13] – Kasia Piekarska z domu Matysiak, córka Wisi i Stacha, urodzona w 1960 (odcinek z 25.06.1960), żona Tomasza Piekarskiego, matka Małgosi i Krysi
- Włodzimierz Press – Seweryn Kominek, były tramwajarz, sąsiad Matysiaków, konkubent Loli Pojemnickiej
- Barbara Zielińska – Regina Malinowska, sąsiadka Matysiaków
- Kazimierz Kaczor – Alojzy Dwernicki, rzeźbiarz
- Maria Pakulnis – Anna Morawska, matka Michała Morawskiego, teściowa Małgosi Piekarskiej
- Michał Sitarski – Piotr Matysiak, syn Eugeniusza Matysiaka z pierwszego małżeństwa z Elżbietą
- Ewa Konstancja Bułhak (ur. 1971) – Marysia Borkiewiczowa, druga żona Antka Borkiewicza, pochodząca ze Lwowa
- Stanisława Celińska (ur. 1947) – Iwona Rączkowa, „zawsze sprytna i obrotna”, od 1966, żona Adama Rączki od odcinka z 31.08.1974, matka Krzysia
- Grzegorz Drojewski (ur. 1983) – Adam Grzelak (ur. 1988), syn Ali i Józia Grzelaków, brat Marty
- Bożena Dykiel (ur. 1948) – Iza Jędrzejczakowa, siostra Tadeusza Szymkowskiego
- Marcin Hycnar (ur. 1983) –  Michał Morawski (od 2008), bratanek Doroty Matysiak
- Joanna Jędryka (ur. 1940) – Elżbieta Szymucha, pierwsza żona Gienka, ślub w grudniu 1969, matka Piotra
- Aleksandra Kowalicka[14] (ur. 1993) – Krysia Piekarska (ur. 1994) (od 2011), córka Tomasza i Kasi; wcześniej w tej roli Melania Migalska
- Przemysław Wyszyński – Hubert Tomczyk, policjant, mąż Krysi Piekarskiej
- Emilia Krakowska (ur. 1940) – Lola Pojemnicka, dozorczyni
- Monika Kwiatkowska (ur. 1975) – Stella
- Borys Wiciński – Maciek Morawski (ur. 2008), syn Małgosi Piekarskiej i Michała Morawskiego, brat Helenki.
- Noemi Żbikowska – Helenka Morawska, córka Małgosi Piekarskiej i Michała Morawskiego, siostra Maćka.
- Jan Mateusz Nowakowski (ur. 1946) – Józio Grzelak, adoptowany w wieku 4 lat (odcinek z 17.04.1965) syn Danki i Bronka Grzelaka
- Sylwester Maciejewski – Zygmunt Kotlarz, kuzyn Matysiaków
- Joanna Pach (ur. 1980) – Małgosia Piekarska, urodzona w odcinku z 06.09.1986, córka Tomasza Piekarskiego i Kasi
- Artur Pontek (ur. 1975) – Janek Bocianowski
- Aleksandra Radwan (ur. 1990) – Justyna Matysiak (od 2014), adpotowana córka Doroty i Gienka
- Grzegorz Kwiecień – Robert Linda, rehabilitant, mąż Justyny Matysiak
- Aleksandra Rojewska (ur. 1966) – Joasia Szymucha, córka Elżbiety, urodzona w odcinku z 27.02.1988
- Justyna Sieńczyłło (ur. 1969) – Halina Rączkówna, siostra Stefana, żona Kajtka Bartoszewicza od odcinka z 06.03.1974
- Marek Siudym (ur. 1948) – Edward Klimczuk, dozorca
- Wacław Szklarski (ur. 1934) – Tadeusz Szymkowski, brat Izy Jędrzejczakowej
- Barbara Szyszko – Ola Szymkowska, żona Tadeusza
- Katarzyna Tatarak (ur. 1965) – Lusia Matysiak, żona Piotra Matysiaka
- Magdalena Wołłejko (ur. 1955) – Ala Grzelak z domu Kotarska, żona Józia Grzelaka (ślub w odcinku z 22.09.1984), matka Marty i Adama
- Wojciech Żołądkowicz (ur. 1981) – Jacek Borkiewicz
- Elisabeth Duda – Muriel Borkiewicz, żona Jacka Borkiewicza
- Marcin Mroziński (ur. 1985) – Josh Stokovski
- Wojciech Brzeziński (ur. 1975) – Marcin Grycko, przyjaciel Lusi i Piotra Matysiaków, z którym przyjaźnią się od młodzieńczych lat
- Antonina Żbikowska – Basia Matysiak (ur. 2009), córka Lusi i Piotra Matysiaków